# Mitxúrinske
Mitxúrinske (en (ucraïnès): Мічурінське, en rus: Мичуринское, Mitxúrinskoie) és un poble de la República Autònoma de Crimea a Ucraïna, que el 2014 tenia 723 habitants. Pertany al districte de Bilogorsk.